# Cyrille Adoula
Cyrille Adoula (Léopoldville, 13 settembre 1921 – Losanna, 24 maggio 1978) è stato un politico della Repubblica Democratica del Congo, Primo ministro della Repubblica Democratica del Congo dall'agosto 1961 al giugno 1964.
Il 5 ottobre 1958 fondò il Movimento Nazionale Congolese insieme a Joseph Ileo e a Patrice Émery Lumumba, ma si distaccò da quest'ultimo l'anno successivo, assumendo una posizione moderata. Nell'agosto 1961 fu nominato Primo ministro e, con l'aiuto decisivo delle Nazioni Unite, ottenne la fine della secessione del Katanga attraverso il patto di Kitona del 21 dicembre 1961. Si dimise il 30 giugno 1964.